# 黃廷寶
黃廷寶（越南语：／，1743年—1782年），原名黃登寶（越南语：／），後黎朝末期、鄭主統治末期政治人物。封爵為暉郡公（越南语：／）。

## 生平
黃廷寶是鄭主的權臣曄郡公黃五福的侄子，後來被黃五福收為養子。根據《皇黎一統志》的說法，他「豐姿清逸，有文武全才」。由於當時執政的鄭楹倚重黃五福，他遂娶鄭楹的次女鄭氏玉徹為妻。
黃五福因為戰功日漸擁有威權，有些人認為黃五福會取代鄭主的江山。而當時又有「草一田八」之讖，黃五福「行跡自嫌」，命黃登寶改名黃素履（越南语：／），後來又改名黃廷寶。
1774年，黃五福攻打廣南阮主的時候，黃廷寶率軍隨行。黃廷寶倚仗著養父的勢力，為眾將所畏服；又因為他喜歡收留人才，許多英雄豪傑紛紛前來投奔。在攻打廣南的一系列戰役中，黃廷寶留下了赫赫戰功，聲名顯著。黃五福死後，鄭森命令黃廷寶接替其養父，鎮守乂安。
當時乂安治安混亂，豪強欺壓百姓，私鑄錢大量流通。且經常發生饑荒，農民揭竿而起。黃廷寶以裴輝璧為輔佐，抑制豪強，禁止民間私鑄錢，開倉賑災，並發兵清剿盜賊，使境內治安得以穩定。1778年，又平定了乂安境內的叛亂，受封為暉郡公。
黃廷寶的威權受到了一些大臣的猜忌，京北鎮守阮克遵多次向鄭森進讒，稱黃廷寶圖謀不軌。黃廷寶內心不安，請求回到昇龍，鄭森答應了他的請求。回京之後，黃廷寶為了鞏固自己的勢力，支持鄭森的愛妃鄧氏蕙和愛子鄭檊，與支持世子鄭棕的山西鎮守阮侃、京北鎮守阮克遵相對抗。
世子鄭棕失寵後，在鄭森生病期間陰集軍士，圖謀不軌。鄭森病愈後得知此事，大怒，於1780年廢黜了世子鄭棕，將其黨羽斬首；次年又立鄭檊為世子。
1782年，鄭森逝世，鄭檊嗣位。黃廷寶奉鄭森遺命，同卿郡公鄭橋、院郡公阮俒、珠郡公阮廷珠、泗川侯潘仲藩、棪郡公阮棪、垂忠侯謝名垂七人共輔朝政。
由於鄭檊年幼多病，人心不服。院郡公阮俒圖謀起兵擁立鄭棕，遂奏請太妃阮氏（鄭森之母），希望以鄭棕為輔政。阮氏將此事告訴黃廷寶，黃廷寶不從。隨後鄭棕便勾結三府軍，發動叛亂，攻打主府。黃廷寶騎象抵抗，為亂兵所殺。